# Preston North End Football Club 1889-1890
Questa voce raccoglie le informazioni riguardanti il Preston North End Football Club nelle competizioni ufficiali della stagione 1889-1890.

## Divise e sponsor
| Casa |

## Rosa
| N. |                        | Ruolo | Calciatore      |
| -- | ---------------------- | ----- | --------------- |
|    | Galles (bandiera)      | P     | James Trainer   |
|    | Scozia (bandiera)      | A     | Jack Gordon     |
|    | Scozia (bandiera)      |       | David Russell   |
|    | Inghilterra (bandiera) | D     | Bob Howarth     |
|    | Scozia (bandiera)      | A     | Jimmy Ross      |
|    | Inghilterra (bandiera) | C     | Robert Kelso    |
|    | Scozia (bandiera)      | A     | Nick Ross       |
|    | Inghilterra (bandiera) |       | Samuel Thomson  |
|    | Inghilterra (bandiera) | D     | George Drummond |
|    | Inghilterra (bandiera) | D     | Robert Holmes   |

| N. |                        | Ruolo | Calciatore        |
| -- | ---------------------- | ----- | ----------------- |
|    | Inghilterra (bandiera) | C     | John Graham       |
|    | Scozia (bandiera)      |       | Sandy Robertson   |
|    | Inghilterra (bandiera) | A     | Fred Dewhurst     |
|    | Inghilterra (bandiera) |       | C.A. Paul         |
|    | Inghilterra (bandiera) |       | Jock Inglis       |
|    | Inghilterra (bandiera) |       | C. Heaton         |
|    | Inghilterra (bandiera) |       | William Johnstone |
|    | Inghilterra (bandiera) |       | Frederick Gray    |
|    | Inghilterra (bandiera) |       | William Hendry    |

## Statistiche

### Statistiche dei giocatori
| Giocatore    | First Division | First Division | FA Cup   | FA Cup | Totale   | Totale |
| Giocatore    | Presenze       | Reti           | Presenze | Reti   | Presenze | Reti   |
| ------------ | -------------- | -------------- | -------- | ------ | -------- | ------ |
| F. Dewhurst  | 6              | 0              | ?        | ?      | 6+       | 0+     |
| G. Drummond  | 18             | 10             | ?        | ?      | 18+      | 10+    |
| J. Gordon    | 22             | 5              | ?        | ?      | 22+      | 5+     |
| J. Graham    | 17             | 0              | ?        | ?      | 17+      | 0+     |
| F. Gray      | 1              | 1              | ?        | ?      | 1+       | 1+     |
| C. Heaton    | 2              | 1              | ?        | ?      | 2+       | 1+     |
| W. Hendry    | 1              | 0              | ?        | ?      | 1+       | 0+     |
| B. Holmes    | 18             | 0              | ?        | ?      | 18+      | 0+     |
| R. Howarth   | 21             | 0              | ?        | ?      | 21+      | 0+     |
| J. Inglis    | 2              | 1              | ?        | ?      | 2+       | 1+     |
| W. Johnstone | 2              | 0              | ?        | ?      | 2+       | 0+     |
| R. Kelso     | 20             | 0              | ?        | ?      | 20+      | 0+     |
| C.A. Paul    | 3              | 0              | ?        | ?      | 3+       | 0+     |
| S. Robertson | 7              | 0              | ?        | ?      | 7+       | 0+     |
| J. Ross      | 21             | 19             | ?        | ?      | 21+      | 19+    |
| N. Ross      | 20             | 22             | ?        | ?      | 20+      | 22+    |
| D. Russell   | 21             | 4              | ?        | ?      | 21+      | 4+     |
| S. Thomson   | 18             | 7              | ?        | ?      | 18+      | 7+     |
| J. Trainer   | 22             | 0              | ?        | ?      | 22+      | 0+     |